# S/S Sankt Erik (1914)
S/S Sankt Erik är en isbrytare, numera ett museifartyg, i Stockholm. 

## Historik
Sankt Erik byggdes 1915 på Finnboda varv i Stockholm som Isbrytaren II för Stockholms stad och var då landets första havsisbrytare. Hon bröt is fram till 1977, framför allt i Stockholms skärgård, men också under hårda vintrar i Östersjön för Sjöfartsverket. Hon omdöptes till Sankt Erik efter en större renovering 1958, då hon också byggdes om från kol- till oljeeldning.

## Fartyget
Fartyget drivs av två ångmaskiner på 2.800 respektive 1.200 hästkrafter och hade, då hon var i yrkesmässig drift, en besättning på 30 personer.
Fartygets stäv är vinklad för att kunna glida upp på isen så den krossas av fartygets tyngd. I fören finns en propeller som spolar vatten och krossad is längs skeppets sidor. Sankt Erik har även ett krängningssystem med vilket vatten kan pumpas mellan tankar i fartygssidorna så att isbrytaren vaggar sig fram genom isen.

## Nutid
Sedan 1980 är Sankt Erik ett museifartyg som vårdas av Sjöhistoriska museet. Det ligger förtöjt vid Jagarpiren vid Galärvarvet utanför Vasamuseet, och tas i drift endast vid särskilda tillfällen. Sommartid är fartyget öppet för allmänheten och det hålls guidade visningar. Fartygets radiohytt används fortfarande flera gånger om året för olika typer av amatörradioverksamhet.

## Bilder

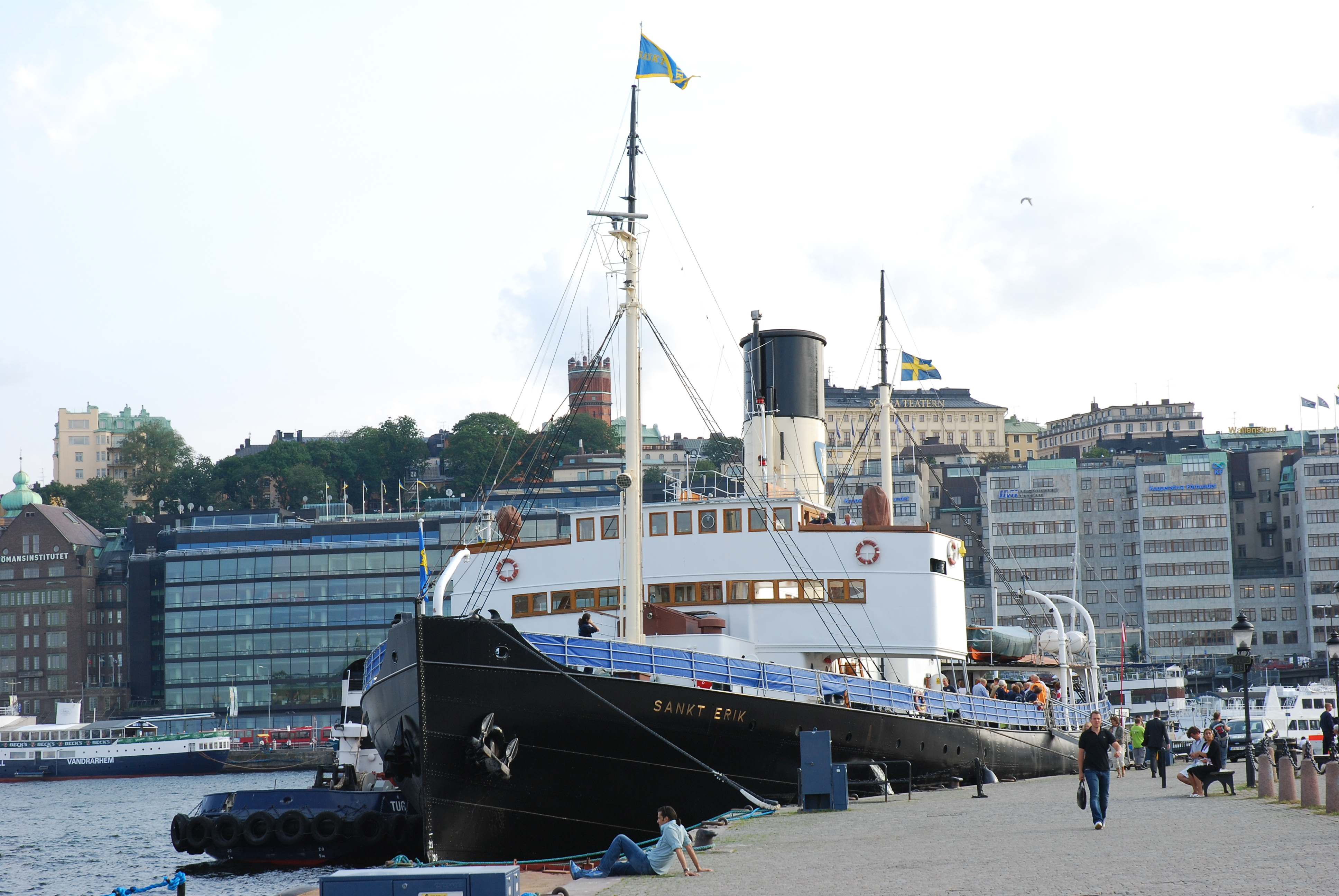
Sankt Erik vid sin kajplats vid Skeppsbron
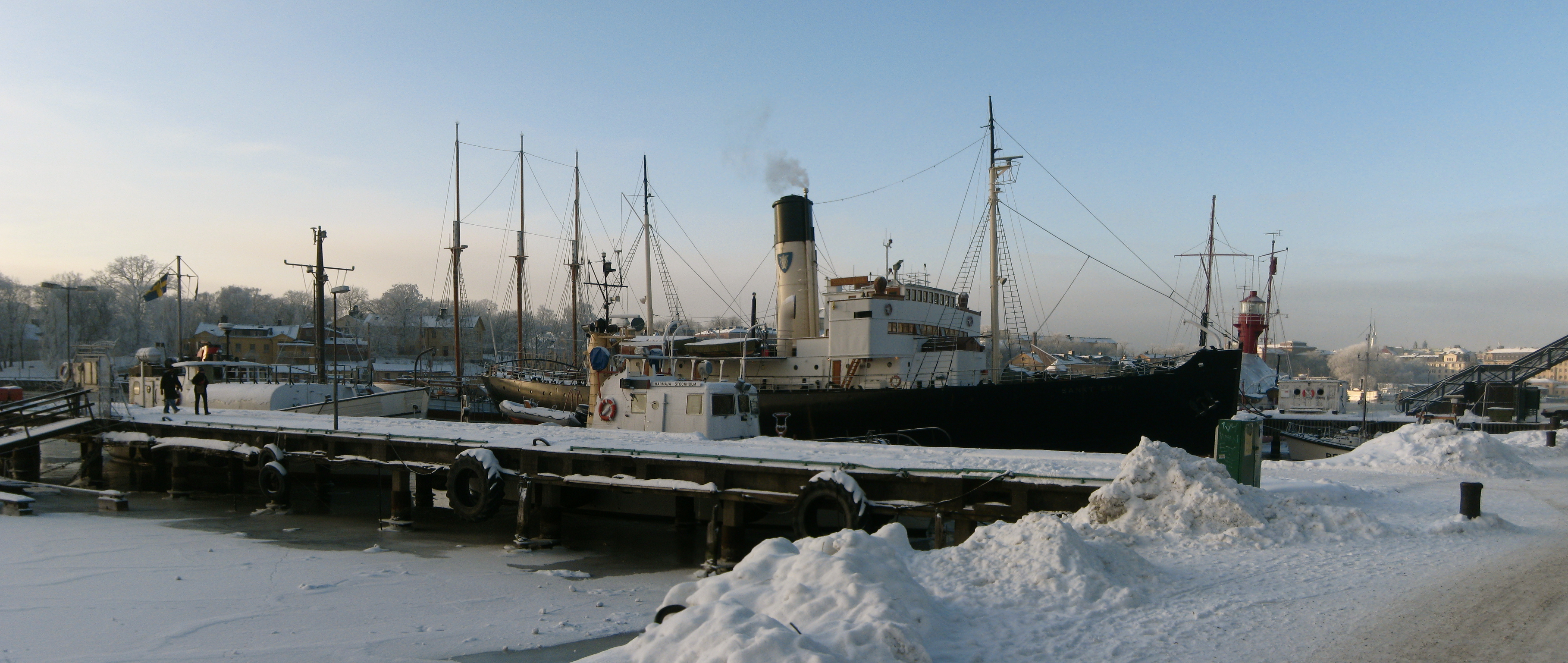
Sankt Erik vid kaj vid Jagarpiren
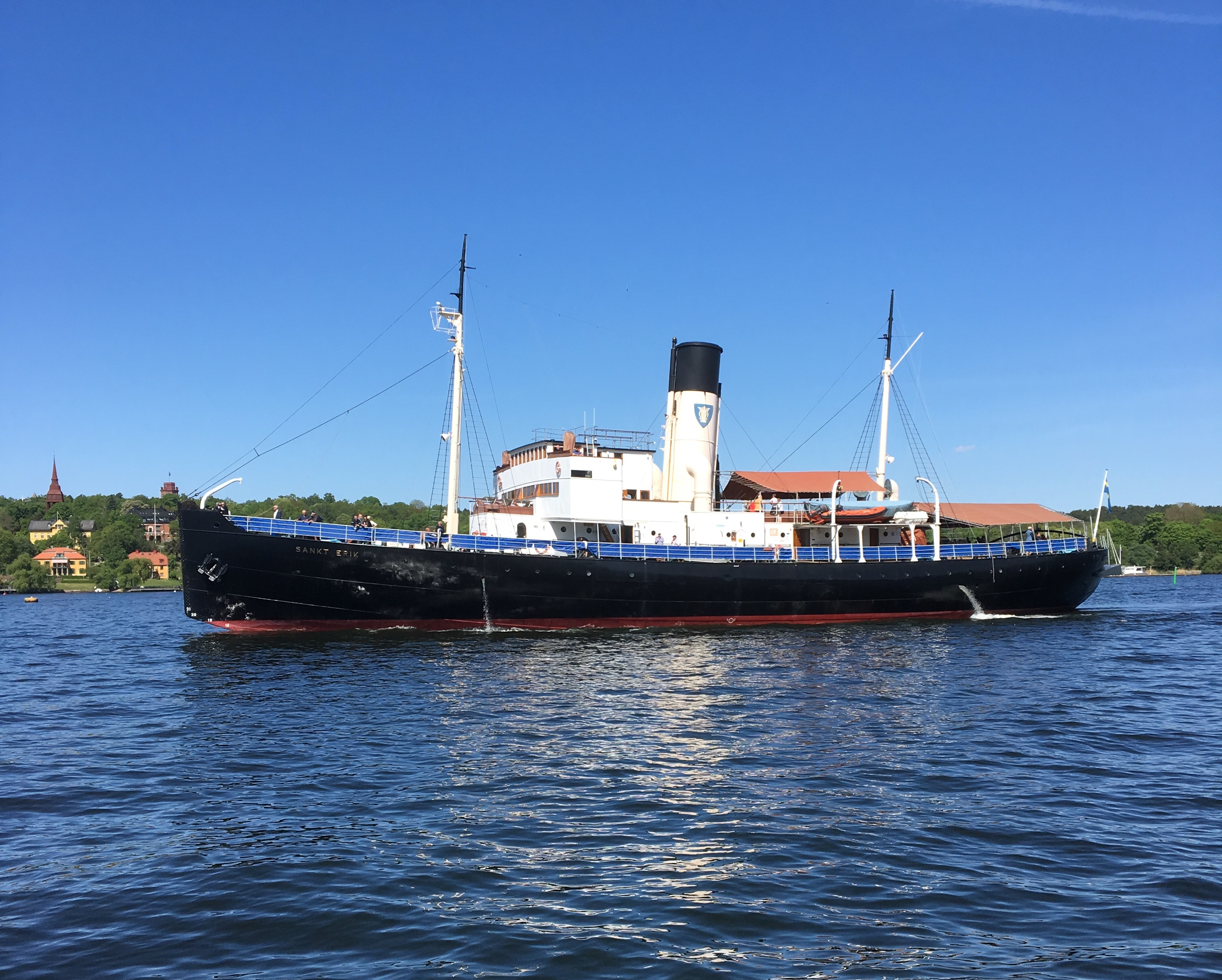
Sankt Erik på Saltsjön
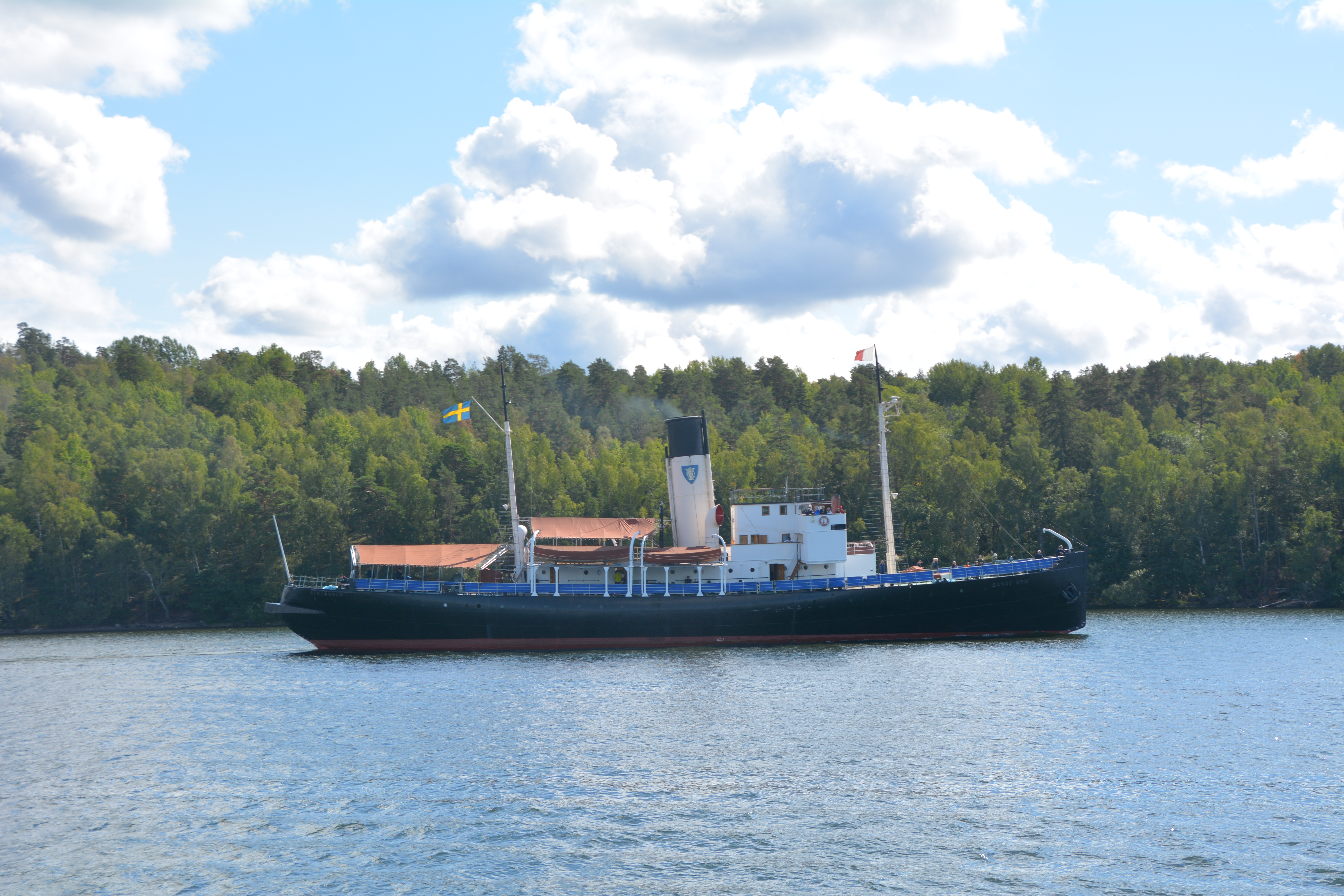
Sankt Erik på Mälaren